# Вршатське Подградьє
Вршатське Подградьє (словац. Vršatské Podhradie) — село в окрузі Ілава Тренчинського краю Словаччини. Площа села 13,43 км². Станом на 31 грудня 2015 року в селі проживало 232 людей.

## Історія
Перші згадки про село датуються 1439 роком.

## Стислі відомості
Розташована природоохоронна територія Білий Верх.

## Населення
| Рік:            | 1994. | 2004.    | 2014.   | 2024.   |
| --------------- | ----- | -------- | ------- | ------- |
| Кількість осіб: | 283   | 249      | 238     | 217     |
| Різниця:        |       | -12,01 % | -4,41 % | -8,82 % |

| Рік:            | 2023. | 2024.   |
| --------------- | ----- | ------- |
| Кількість осіб: | 216   | 217     |
| Різниця:        |       | +0,46 % |